# Francesco Ghirelli
Francesco Ghirelli (Gubbio, 11 ottobre 1948) è un politico e dirigente sportivo italiano, presidente della Lega Pro dal 2018 al 2022, vice presidente della FIGC dal 2022.
Nel 2023/2024 ha ricoperto la carica di Presidente Onorario de L'Aquila 1927, club militante in Serie D.
Dal 19 febbraio 2025 è Presidente Onorario METE APS (Organizzazione italiana, impegnata nella mediazione socio-culturale tra i popoli, nell’affermazione dei principi civili, democratici, liberali ed educativi di ciascun individuo e nella giustizia sociale, in ambito nazionale ed internazionale. L'Organizzazione è presieduta da Giorgia Butera.

## Biografia
Iniziò la sua carriera come insegnante, per poi ricoprire ruoli istituzionali ed imprenditoriali di alto rilievo è stato, infatti, presidente della giunta regionale dell'Umbria, direttore generale del Perugia, amministratore delegato del Bari, Consigliere delegato della Lega Nazionale Professionisti, direttore generale e segretario generale della FIGC e direttore generale del Comitato Organizzatore dei Campionati di pallavolo maschile 2010 in Italia.  e direttore generale della Lega Pro.
Il 6 novembre 2018 viene eletto nuovo presidente della Lega Pro, in sostituzione del dimissionario Gabriele Gravina, nuovo presidente della FIGC del quale comitato di presidenza il 27 novembre diventa membro. Viene rieletto il 12 gennaio 2021 con 49 voti presidente della Lega Pro e il 5 marzo viene confermato come consigliere e membro del comitato di presidenza della FIGC. Comunica le proprie dimissioni il 16 dicembre 2022, con effetto dal giorno seguente, dopo la bocciatura da parte dei club del nuovo format del campionato da lui proposto.
Nel maggio 2023 è stato annunciato presidente onorario de L'Aquila 1927, società militante in serie D.

## Opere
- Francesco Ghirelli e Giordano Martucci, Perugia un amore, Marcon Gruppo Editoriale, 1997,  p. 615.